# Hamma Bouziane
Hamma Bouziane è un comune dell'Algeria, situato nella provincia di Costantina.